# آنغرا دو هروئيسمو
آنغرا دو هروئيسمو (بالبرتغالية: Angra do Heroísmo‏) هي municipality of Portugal تقع في البرتغال في الأزور.[بحاجة لمصدر] يقدر عدد سكانها بـ 35,402 نسمة .

## المدن التوأمة
مدن سالفادور (باهيا)، جرامودا، يابرة، تولاري، تولاري، كاليفورنيا، غيلروي، سانتا كلارا، كاليفورنيا و تونتون (ماساتشوستس) هي مدن توأمة لـآنغرا دو هروئيسمو.

## أعلام
- إليسيو
- خوسيه مينديز ميلو ألفيس
- بيتر فرنسيسكو
- أنطونيو كورديرو
- مانويل أنطونيو لينو